# Eunicella filiformis
Eunicella filiformis är en korallart som först beskrevs av Studer 1879.  Eunicella filiformis ingår i släktet Eunicella och familjen Gorgoniidae. Inga underarter finns listade i Catalogue of Life.